# Mirjana Boszewska
Mirjana Boszewska, mk. Мирјана Бошевска (ur. 25 czerwca 1981 w Skopju) – macedońska pływaczka, olimpijka. Brała udział w igrzyskach w roku 1996 (Atlanta) i 2000 (Sydney). Była najmłodsza ze wszystkich reprezentantów swojego kraju. Nie zdobyła żadnych medali.
W 2002 została uznana sportowcem roku w Macedonii.
Wraz z mężem Brianem Hadelstonem mieszka w Stanach Zjednoczonych.

## Letnie Igrzyska Olimpijskie 1996 w Atlancie
| Konkurencja          | Eliminacje | Eliminacje | Ćwierćfinały           | Ćwierćfinały           | Półfinały              | Półfinały              | Finał                  | Finał                  |
| Konkurencja          | Czas       | Miejsce    | Czas                   | Miejsce                | Czas                   | Miejsce                | Czas                   | Miejsce                |
| -------------------- | ---------- | ---------- | ---------------------- | ---------------------- | ---------------------- | ---------------------- | ---------------------- | ---------------------- |
| 400m stylem dowolnym | 4:21,27    | 22.        | → Nie awansowała dalej | → Nie awansowała dalej | → Nie awansowała dalej | → Nie awansowała dalej | → Nie awansowała dalej | → Nie awansowała dalej |
| 800m stylem dowolnym | 8:57,52    | 22.        | → Nie awansowała dalej | → Nie awansowała dalej | → Nie awansowała dalej | → Nie awansowała dalej | → Nie awansowała dalej | → Nie awansowała dalej |
| 400m stylem zmiennym | 4:55,57    | 23.        | → Nie awansowała dalej | → Nie awansowała dalej | → Nie awansowała dalej | → Nie awansowała dalej | → Nie awansowała dalej | → Nie awansowała dalej |

## Letnie Igrzyska Olimpijskie 2000 w Sydney
| Konkurencja            | Eliminacje | Eliminacje | Ćwierćfinały           | Ćwierćfinały           | Półfinały              | Półfinały              | Finał                  | Finał                  |
| Konkurencja            | Czas       | Miejsce    | Czas                   | Miejsce                | Czas                   | Miejsce                | Czas                   | Miejsce                |
| ---------------------- | ---------- | ---------- | ---------------------- | ---------------------- | ---------------------- | ---------------------- | ---------------------- | ---------------------- |
| 200m stylem motylkowym | 2:12,59    | 20.        | → Nie awansowała dalej | → Nie awansowała dalej | → Nie awansowała dalej | → Nie awansowała dalej | → Nie awansowała dalej | → Nie awansowała dalej |
| 800m stylem dowolnym   | 8:46,39    | 18.        | → Nie awansowała dalej | → Nie awansowała dalej | → Nie awansowała dalej | → Nie awansowała dalej | → Nie awansowała dalej | → Nie awansowała dalej |
| 400m stylem zmiennym   | 4:548,08   | 17.        | → Nie awansowała dalej | → Nie awansowała dalej | → Nie awansowała dalej | → Nie awansowała dalej | → Nie awansowała dalej | → Nie awansowała dalej |